# 적위

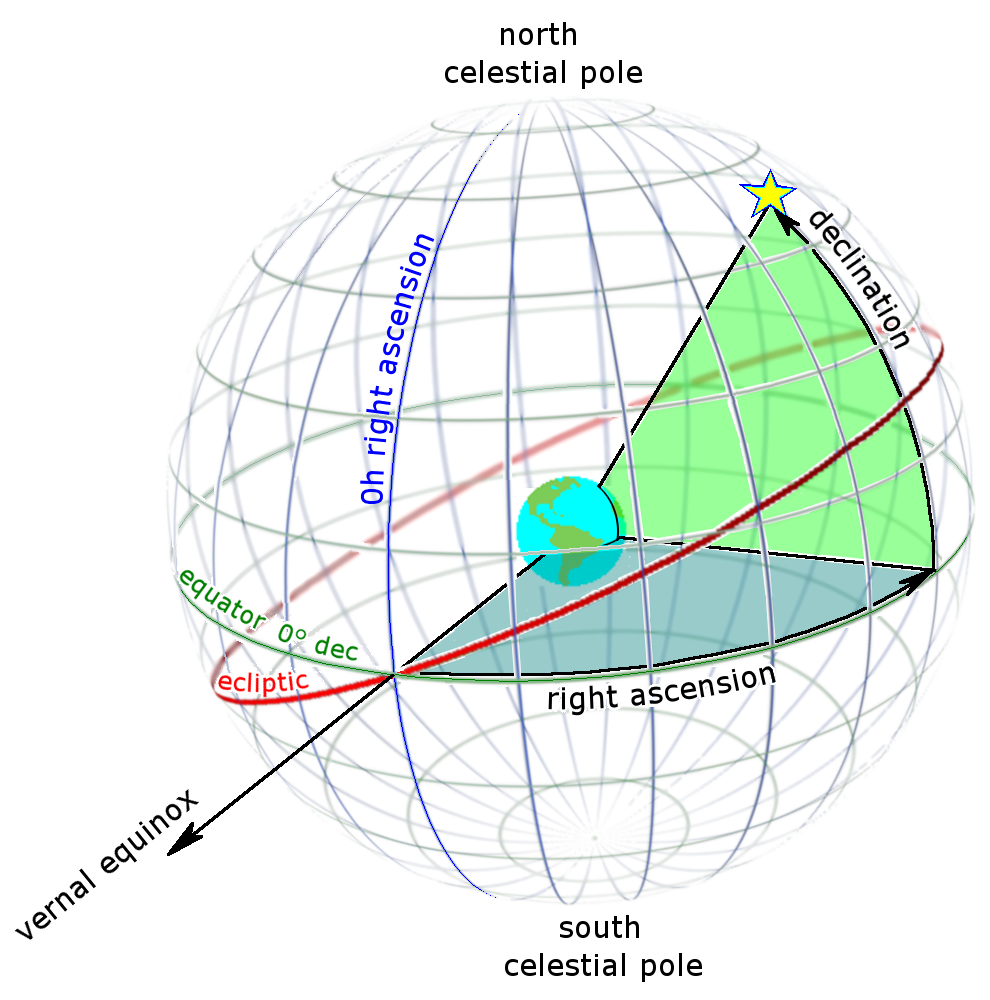
적도 좌표계. 파란색은 적경을 나타내고, 녹색이 적위를 나타낸다.

적위(赤緯)는 천문학 용어의 하나로, 적도 좌표계에서 천구상의 한 점의 위치를 나타내기 위해 사용하는 두 개의 좌표 중의 하나이다. 그 다른 좌표는 적경이다.

## 천구에서의 적위
천구상의 특별한 지점의 적위는 다음과 같다.
- 천구의 북극의 적위는 +90°이다.
- 천구의 적도의 적위는 0°이다.
- 천구의 남극의 적위는 -90°이다.

## 24절기에서의 적위
24절기에 따른 태양의 대략적인 적위는 다음과 같다.
| 절기 | 황경 | 적위   | 낮의 길이 (일출~일몰) | 하루 24시간 중 낮이 차지하는 비율 | 태양의 위치            |
| ---- | ---- | ------ | --------------------- | --------------------------------- | ---------------------- |
| 입춘 | 315° | -16.6° | 10시간 23분           | 약 43.264%                        |                        |
| 우수 | 330° | -11.7° | 10시간 55분           | 약 45.486%                        | 적도와 남회귀선의 중점 |
| 경칩 | 345° | -6.1°  | 11시간 31분           | 약 47.986%                        |                        |
| 춘분 | 0°   | 0.0°   | 12시간 7분            | 약 50.486%                        | 적도                   |
| 청명 | 15°  | +6.1°  | 12시간 43분           | 약 52.986%                        |                        |
| 곡우 | 30°  | +11.7° | 13시간 20분           | 약 55.556%                        | 적도와 북회귀선의 중점 |
| 입하 | 45°  | +16.6° | 13시간 52분           | 약 57.778%                        |                        |
| 소만 | 60°  | +20.3° | 14시간 20분           | 약 59.722%                        |                        |
| 망종 | 75°  | +22.7° | 14시간 38분           | 약 60.972%                        |                        |
| 하지 | 90°  | +23.5° | 14시간 45분           | 약 61.458%                        | 북회귀선               |
| 소서 | 105° | +22.7° | 14시간 38분           | 약 60.972%                        |                        |
| 대서 | 120° | +20.3° | 14시간 21분           | 약 59.792%                        |                        |
| 입추 | 135° | +16.6° | 13시간 53분           | 약 57.847%                        |                        |
| 처서 | 150° | +11.7° | 13시간 20분           | 약 55.556%                        | 적도와 북회귀선의 중점 |
| 백로 | 165° | +6.1°  | 12시간 45분           | 약 53.125%                        |                        |
| 추분 | 180° | 0.0°   | 12시간 7분            | 약 50.486%                        | 적도                   |
| 한로 | 195° | -6.1°  | 11시간 32분           | 약 48.056%                        |                        |
| 상강 | 210° | -11.7° | 10시간 57분           | 약 45.625%                        | 적도와 남회귀선의 중점 |
| 입동 | 225° | -16.6° | 10시간 25분           | 약 43.403%                        |                        |
| 소설 | 240° | -20.3° | 9시간 58분            | 약 41.528%                        |                        |
| 대설 | 255° | -22.7° | 9시간 40분            | 약 40.278%                        |                        |
| 동지 | 270° | -23.5° | 9시간 33분            | 약 39.792%                        | 남회귀선               |
| 소한 | 285° | -22.7° | 9시간 40분            | 약 40.278%                        |                        |
| 대한 | 300° | -20.3° | 9시간 58분            | 약 41.528%                        |                        |

- 지구에서 봤을 때, 태양의 궤적은 북회귀선과 남회귀선 사이를 왔다갔다 한다. 태양이 춘분점이나 추분점에 있을 때 적도(0°)에 있으며, 하지점에 있을 때 북회귀선(북위 23.5°)에 도달하며, 동지점에 있을 때 남회귀선(남위 23.5°)에 도달한다. 태양이 약 11.7°(남회귀선과 적도, 그리고 적도와 북회귀선의 가운데)에 위치하는 절기는, 황경의 중점인 입춘, 입하, 입추, 입동이 아니라, 우수, 곡우, 처서, 상강임에 유의해야 한다. (24절기 참고)[3][4][5]
- 참고로, 이는 낮의 길이, 즉 하루 24시간, 1,440분 중에 낮이 차지하는 비율과도 같다. 한국천문연구원 천문우주지식정보 - 생활천문관 - 일출일몰시각계산을 통해, 낮의 길이, 즉 하루 24시간, 1,440분 중에 낮이 차지하는 비율을 계산하면, 대한민국 서울(북위 37.5°)을 기준으로, 춘분은 약 50% 이고, 하지는 약 60%, 추분은 약 50%, 동지는 약 40%이다.[6] 그리고 이들의 중간인 약 45%, 55% 일 때는 입춘, 입하, 입추, 입동이 아니라, 우수, 곡우, 처서, 상강이다.
- 다시 말하면, 대한민국 서울(북위 37.5°)을 기준으로, 낮의 길이, 즉 하루 24시간, 1,440분 중에 낮이 차지하는 비율이 약 45% 인 날은 우수, 상강이고, 약 55% 인 날은 곡우, 처서이다. 입춘, 입동은 약 43% 이고, 입하, 입추는 약 57%이다. (입춘, 입하, 입추, 입동이, 우수, 곡우, 처서, 상강보다 ±2%p 정도 차이가 나는 것인데, 이는 결국 ±28.8분 정도 차이가 나는 것이다.)

## 같이 보기
- 황도
- 적도좌표계
- 지리 좌표계
- 적경

## 참고 문헌 및 링크
- 적경과 적위 (한국천문학회 천문학백과)
- 적경과 적위 (한국천문학회 위키천문백과사전)
- 절기 (한국천문학회 천문학백과)
- 절기 (한국천문학회 위키천문백과사전) 보관됨 2023-12-09 - 웨이백 머신